# Air Afrique
Air Afrique era una aerolínea panafricana, que fue propiedad principalmente de muchos países de África Occidental y Central durante la mayor parte de su historia. Se estableció como la aerolínea transnacional oficial para los países francófonos del occidente y centro de África, porque muchos de estos países no tenían la capacidad para crear y mantener una aerolínea nacional. Fundada en 1961, tenía su sede en Abiyán, Costa de Marfil.
Air Afrique comenzó un declive constante a principios de la década de 1980, pero aun así la compañía todavía era considerada la aerolínea de mayor reputación en África Occidental, e incluso una de las 5 principales aerolíneas de África. La mala gestión, la corrupción y la recesión en la industria de la aviación después de los ataques del 11 de septiembre de 2001 llevaron a la aerolínea a una crisis que terminó con su liquidación a principios de 2002. 
Benín, Burkina Faso, Camerún, Congo, Chad, Costa de Marfil, Gabón, Mali, Mauritania, Níger, República Centroafricana, Senegal, Sierra Leona y Togo fueron los países involucrados con Air Afrique a lo largo de su historia.

## Historia
Concebida originalmente como una subsidiaria conjunta de Air France y Union Aéromaritime de Transport (UAT) para hacerse cargo de los servicios regionales que estas aerolíneas habían operado en África, Air Afrique fue fundada el 28 de marzo de 1961, como una empresa conjunta entre Air France, UAT y los gobiernos de 11 antiguas colonias francesas en África: Benín, Burkina Faso, Camerún, República Centroafricana, Chad, Costa de Marfil, Gabón, Mauritania, Níger, Congo y Senegal.
Comenzó a operar el 1° de agosto de 1961 sirviendo rutas internas con 12 DC-4 alquilados de Air France y UAT. El 15 de octubre de 1961, un Lockheed Constellation de Air France que volaba la ruta París – Port Etienne – Dakar – Abiyán – Cotonú – Douala en nombre de la compañía inauguró las operaciones de larga distancia.
La aerolínea comenzó un fuerte declive durante la década de los 80, justo después de que se completara la ″africanización″ de la aerolínea, es decir, los africanos ocupaban todos los puestos principales. Desde entonces, los vuelos con overbooking se hicieron frecuentes, los billetes reservados para los Estados miembros nunca se pagaban y los horarios se perdían hasta el punto de que algunos vuelos llegaban medio día después o incluso salían antes de lo previsto sin ninguna explicación. En gran parte debido a la adquisición de nuevos aviones o aviones de arrendamiento con tripulación de otras compañías, a principios de 1985 el transportista tenía una deuda total de 250 millones de dólares estadounidenses, de los cuales aproximadamente una quinta parte correspondía a contribuciones impagas de los Estados miembros. Los directivos también atribuyeron las pérdidas al aumento de los precios del combustible (Air Afrique gastó 35 millones de dólares en combustible en 1978 y casi 63 millones de dólares en 1984), al exceso de personal, al aumento de la competencia (principalmente de UTA en las rutas a Europa) y al mal desempeño de las economías de los países miembros.
Air Afrique cerró en enero de 2002 a raíz de la recesión en la industria de la aviación creada por los ataques del 11 de septiembre de 2001, y nunca fue revivida.

## Flota

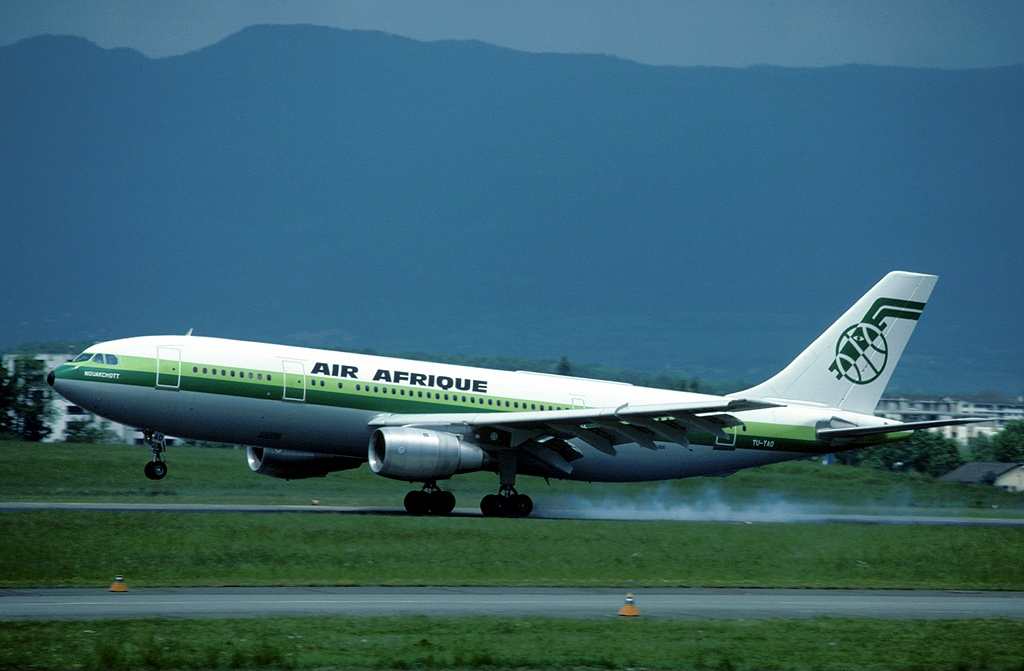
Un Airbus A300 de Air Afrique aterrizando en Ginebra en 1982

Históricamente, la aerolínea operó una amplia variedad de aviones:
- Airbus A300
- Airbus A310
- Airbus A330
- Antonov An-12
- Boeing 707
- Boeing 727
- Boeing 737
- Boeing 737-300
- Boeing 747
- Boeing 767
- Caravelle
- Convair 990
- Douglas C-47 Skytrain
- Douglas DC-3
- Douglas DC-4
- Douglas DC-6
- Douglas DC-8
- Hawker Siddeley SA 748
- Lockheed Constellation
- Lockheed L-1649 Starliner
- Lockheed L-1011 TriStar
- McDonnell-Douglas DC-10
- McDonnell-Douglas MD-11
- McDonnell-Douglas MD-81
- NAMC YS-11

## Destinos
En su apogeo, la aerolínea operaba una extensa red dentro de África Central y Occidental, así como vuelos a Europa y América del Norte.
África
- Benín
  - Cotonú (Aeropuerto de Cadjehoun)

- Burkina Faso
  - Bobo-Dioulasso (Aeropuerto de Bobo-Dioulasso)
  - Uagadugú (Aeropuerto de Uagadugú)

- Camerún
  - Batouri (Aeropuerto de Batouri)
  - Duala (Aeropuerto Internacional de Duala)
  - Garoua (Aeropuerto Internacional de Garoua)
  - Maroua (Aeropuerto de Salak)
  - Ngaoundéré (Aeropuerto de Ngaoundéré)
  - Yagoua (Aeropuerto de Yagoua)
  - Yaundé (Aeropuerto Internacional de Yaundé-Nsimalen)

- Chad
  - N'Djamena (Aeropuerto Internacional de N'Djamena)

- Congo
  - Brazzaville (Aeropuerto de Maya-Maya)
  - Ponte-Noire (Aeropuerto de Pointe-Noire)

- Costa de Marfil
  - Abiyán (Aeropuerto de Port Bouet)

- Gabón
  - Libreville (Aeropuerto Internacional de Libreville)
  - Port-Gentil (Aeropuerto Internacional de Port-Gentil)

- Gambia
  - Banjul (Aeropuerto Internacional de Banjul)

- Ghana
  - Acra (Aeropuerto Internacional de Kotoka)

- Guinea
  - Conakri (Aeropuerto Internacional de Conakri)

- Guinea Bissau
  - Bissau (Aeropuerto Internacional Osvaldo Vieira)

- Guinea Ecuatorial
  - Malabo (Aeropuerto de Malabo)

- Kenia
  - Nairobi (Aeropuerto Internacional Jomo Kenyatta)

- Liberia
  - Monrovia (Aeropuerto Internacional Roberts)

- Malí
  - Bamako (Aeropuerto Internacional Sénou)

- Marruecos
  - Casablanca (Aeropuerto Internacional Mohammed V)

- Mauritania
  - Nouadhibou (Aeropuerto Internacional de Nouadhibou)
  - Nouackchott (Aeropuerto Internacional de Nouackchott)

- Níger
  - Niamey (Aeropuerto Internacional Diori Hamani)

- Nigeria
  - Kano (Aeropuerto Internacional de Kano Mallam Aminu)
  - Lagos (Aeropuerto Internacional Murtala Muhammed)

- República Centroafricana
  - Bangui (Aeropuerto Internacional de Bangui M'Poko)

- República Democrática del Congo
  - Kinshasa (Aeropuerto Internacional de N'Djili)

- Senegal
  - Dakar (Aeropuerto Internacional Léopold Sédar Senghor)
  - Saint-Louis (Aeropuerto de Saint-Louis)

- Sierra Leona
  - Freetown (Aeropuerto Internacional de Lungi)

- Sudáfrica
  - Johannesburgo (Aeropuerto Internacional O.R. Tambo)

- Togo
  - Lomé (Aeropuerto de Lomé-Tokoin)

Europa
- España
  - Las Palmas de Gran Canaria (Aeropuerto de Gran Canaria)

- Francia
  - Burdeos (Aeropuerto de Burdeos-Mérignac)
  - Lyon (Aeropuerto de Lyon-Saint Exupéry)
  - Marsella (Aeropuerto de Marsella-Provenza)
  - Niza (Aeropuerto de Niza-Costa Azul)
  - París (Aeropuerto Charles de Gaulle)
  - París (Aeropuerto Le Bourget)

- Grecia
  - Atenas (Aeropuerto Internacional de Ellinikon)

- Italia
  - Roma (Aeropuerto de Roma-Fiumicino)

- Portugal
  - Lisboa (Aeropuerto de Lisboa)

- Reino Unido
  - Londres (Aeropuerto de Gatwick)
  - Londres (Aeropuerto de Heathrow)

- Suiza
  - Ginebra (Aeropuerto Internacional de Ginebra)
  - Zúrich (Aeropuerto Internacional de Zúrich)

Asia
- Arabia Saudita
  - Jiddah (Aeropuerto Internacional Rey Abdulaziz)

- Emiratos Árabes
  - Abu Dhabi (Aeropuerto Internacional de Abu Dhabi)

- Líbano
  - Beirut (Aeropuerto Internacional Rafic Hariri)

América del Norte
- Estados Unidos
  - Nueva York (Aeropuerto Internacional John F. Kennedy)

## Incidentes y accidentes
Según Aviation Safety Network, Air Afrique experimentó 7 accidentes/incidentes, de los cuales solo 2 provocaron muertes.
- 3 de mayo de 1963: un Douglas DC-6B, matrícula F-BIAO, operaba un vuelo internacional regular de Douala a Lagos cuando se estrelló contra el monte Camerún al volar a una altitud demasiado baja en una ruta prohibida. Hubo 55 muertos.[23]

- 24 de julio de 1987: Un McDonnell Douglas DC-10-30 que operaba el Vuelo 56,[24] un servicio internacional programado Brazzaville-Roma-París fue secuestrado mientras volaba sobre Milán por un hombre libanés de 21 años llamado Hussein Ali Mohammed Hariri, miembro de Hezbollah.[25][26][27] Había 148 pasajeros (64 de ellos franceses) y 15 tripulantes a bordo.[27] El secuestrador exigió la liberación de 2 de sus hermanos encarcelados por cargos de terrorismo en Alemania Occidental, uno de los cuales fue acusado de secuestrar el Vuelo 847 de TWA en 1985, y también para volar a Beirut.[26][27] Mientras repostaba en el aeropuerto Internacional de Ginebra, un pasajero francés fue asesinado a tiros por Hariri,[26][27] como muestra de su determinación después de que no se cumplieran sus demandas. Durante un momento de distracción, algunos de los pasajeros a bordo lograron escapar del avión utilizando las puertas traseras. Un asistente de vuelo que saltó sobre Hariri recibió un disparo y resultó herido por él.[25][26][27] Después de un enfrentamiento, la policía suiza asaltó el avión y el secuestrador fue dominado.[25]